# Hans Grotegut
Johann „Hans“ Grotegut (* 7. März 1939 in Warendorf; † 18. Juli 2014 in Bonn) war ein deutscher Radrennfahrer und Schrittmacher.

## Sportliche Laufbahn
Schon der Vater von Hans Grotegut war Radrennfahrer, und der Sohn begann Mitte der 1950er Jahre mit dem Radsport beim RSV Wesseling. Später wechselte Grotegut zum RC Adler Köln; wegen seiner Größe von 1,88 Metern bekam er den Spitznamen dä Lang. 1960 wurde er gemeinsam mit einem Team dieses Vereins deutscher Vize-Meister in der Mannschaftsverfolgung und selben Jahr Dritter im Mannschaftszeitfahren bei den nationalen Meisterschaften auf der Straße. Im Jahr darauf belegte das Team des RC Adler mit Grotegut den zweiten Platz der deutschen Meisterschaft im Mannschaftszeitfahren. In diesen Jahren war er Mitglied der deutschen Nationalmannschaft, startete mehrfach bei Länderkämpfen und war schon für die Teilnahme an den Olympischen Spielen 1964 in Tokio vorgesehen.
Im Frühjahr 1962 überquerte Grotegut beim Radrennen Köln–Schuld–Frechen mit deutlichem Vorsprung als Erster die Ziellinie und wurde schon als Sieger gefeiert. Der Sieg wurde ihm jedoch aberkannt, weil er während eines Halts an einer geschlossenen Bahnschranke mit Hilfe des Schraubenziehers eines Zuschauers die vereiste Schaltung seines Rades wieder gangbar gemacht hatte. Die Annahme fremder Hilfe war nach den damaligen Regeln verboten. Aus Verärgerung über diese Entscheidung verkaufte Grotegut seine Rennräder und beendete seine Radsport-Karriere.
Grotegut war gelernter Kunstschlosser und arbeitete nach seiner Lehre bis zu seinem Ruhestand bei den Rheinischen Olefinwerken (später Lyondellbasell) in Wesseling.
Ende der 1970er Jahre kehrte Hans Grotegut als Steher-Schrittmacher zum aktiven Radsport zurück. Gemeinsam mit dem US-Amerikaner Wally Summers fuhr er Rennen und Rekordversuche, bei denen das Gespann zahlreiche amerikanische Rekorde aufstellte. Bei Europameisterschaften der International Human Powered Vehicle Association belegte er zweimal den Bronze-Rang. Im Radsportbezirk Köln übte Hans Grotegut als Jugendwart, Straßenfachwart oder Mitglied der Wettkampf-Jury verschiedene Ämter aus und war in die Organisation von Köln–Schuld–Frechen eingebunden.